# Villel de Mesa (kommunhuvudort)
Villel de Mesa är en kommunhuvudort i Spanien.   Den ligger i provinsen Provincia de Guadalajara och regionen Kastilien-La Mancha, i den centrala delen av landet, 160 km nordost om huvudstaden Madrid. Villel de Mesa ligger 939 meter över havet och antalet invånare är 221.
Terrängen runt Villel de Mesa är kuperad åt sydost, men åt nordväst är den platt. Villel de Mesa ligger nere i en dal.  Trakten runt Villel de Mesa är nära nog obefolkad, med mindre än två invånare per kvadratkilometer. Närmaste större samhälle är Cetina, 18,6 km norr om Villel de Mesa. Omgivningarna runt Villel de Mesa är i huvudsak ett öppet busklandskap.